# Мендово
Мендово је насељено место у општини Петрич у области Благоевград, Бугарска. Према попису из 2021. године било је 63 становника.
Према бугарском географу и историчару, Василу Канчову, у Мендову је 1900. године живело 300 Турака. Током Првог балканског рата турско становништво је исељено а после рата се насељавају мештани Доње Рибнице.